# Heinrich Triepel
Carl Heinrich Triepel (* 12. Februar 1868 in Leipzig; † 23. November 1946 in Untergrainau) war ein deutscher Rechtswissenschaftler. Er gründete die Vereinigung der Deutschen Staatsrechtslehrer und gilt als einer der bedeutendsten Staats- und Völkerrechtler des 20. Jahrhunderts.

## Leben
Triepel wurde als Sohn des Prokuristen und Teilhabers eines Exportgeschäfts in Paris Gustav Adolf Triepel und seiner Schweizer Frau Mathilde Marie Henriette geb. Kurz geboren. Sein Bruder war der spätere Anatom Hermann Triepel. Er heiratete 1894 Maria Sophia Ebers, eine Tochter des Ägyptologen und Schriftstellers Georg Ebers. Triepel besuchte die Teichmannsche Privatschule und absolvierte sein Abitur 1886 an der humanistischen Thomasschule zu Leipzig.
Triepel studierte zunächst an der Albert-Ludwigs-Universität Freiburg Rechtswissenschaft und Kameralistik. 1886 wurde er im Corps Suevia Freiburg recipiert, aus dem er jedoch 1934 aus rassistischen Gründen ausgeschlossen wurde – sein Schwiegervater war ein vom Judentum konvertierter Protestant –, was ihn tief persönlich kränkte. Er hörte bei Gustav Friedrich Eugen Rümelin, Karl von Amira und Heinrich Rosin. Als Inaktiver wechselte er an die Universität Leipzig, an der Adolph Schmidt, Rudolph Sohm, Adolf Wach, Emil Albert Friedberg, Bernhard Windscheid und Wilhelm Roscher lehrten. 1890 beendete er das Studium mit dem Ersten Staatsexamen. Mit einer Doktorarbeit bei Karl Binding wurde er 1891 zum Dr. iur. utr. promoviert. Von 1890 bis 1894 war er als Rechtsreferendar am Amtsgericht Leipzig und am Landgericht Leipzig tätig. Assessor war er beim Notar Heinrich Erler in Leipzig. 1894 bestand er die Zweite Juristische Staatsprüfung.
Im Jahre 1893 habilitierte Triepel sich in Staats-, Völker- und Verwaltungsrecht und wurde Privatdozent für Staatsrecht an der Leipziger Juristenfakultät. Gleichzeitig war er von 1896 bis 1897 Gerichtsassessor und Hilfsrichter am Landgericht Leipzig tätig. 1899 wurde er a.o. Professor in Leipzig. Im Jahr 1900 ging er als o. Professor für Öffentliches Recht als Nachfolger von Gerhard Anschütz an die Eberhard Karls Universität Tübingen. Er wurde zum Dr. scient. polit. promoviert und wechselte 1909 auf den Lehrstuhl für Staatsrecht, Verwaltungsrecht, Kirchenrecht und Völkerrecht an die Christian-Albrechts-Universität zu Kiel. Gleichzeitig lehrte er für den abgesetzten Moritz Liepmann an der Marineakademie und -schule (Kiel). Zu seinen Schülern in Kiel gehörte Prinz Adalbert von Preußen.
1913 folgte Triepel dem Ruf auf die Friedrich-Wilhelms-Universität zu Berlin als Staats-, Verwaltungs- und Kirchenrechtler. Im März 1935 wurde er emeritiert. Am dortigen Juristischen Institut blieb er, bis die Institutsarbeit Ende 1944 durch den Krieg unterbrochen wurde. 1923 hielt er eine Vorlesung an der Haager Akademie für Völkerrecht und 1928 Vorträge anlässlich der Hauptversammlung der Kaiser-Wilhelm-Gesellschaft zur Förderung der Wissenschaften in München. 1928 wurde er von der Reichsregierung in den Verfassungsausschuss der Länderkonferenz berufen. Ab 1931 war er Vorsitzender der Ständigen Deputation des Deutschen Juristentages.
Triepel war Mitglied des Deutschen Alpenvereins. Ab 1891 war er Mitglied des Kaiserlichen Yacht Clubs in Kiel. Von 1910 bis 1920 war er Mitglied des Institut de Droit international.
Im Ersten Weltkrieg unterzeichnete Triepel 1915 die Seeberg-Adresse, die annexionistische Kriegsziele formulierte und einen Siegfrieden forderte. 1917 unterzeichnete er die „Erklärung gegen die Reichstagsmehrheit“, die einen Verständigungsfrieden, wie ihn der Reichstag gefordert hatte, ablehnte. 1918 unterzeichnete er Aufrufe von Hochschullehrern an die Oberste Heeresleitung und an den Reichskanzler Max von Baden, die sich für einen Annexionsfrieden und gegen einen „Frieden der Vergewaltigung“ aussprachen. Triepel geriet zwischen 1918 und 1920 mit der Deutschen Liga für den Völkerbund unter dem Vorsitz von Matthias Erzberger in Konflikt und widersetzte sich deren Versuchen, den pazifistisch gesinnten Völkerrechtler Walther Schücking nach Berlin zu berufen.
Bis 1918 war Triepel Mitglied der Deutschen Reichspartei. 1919 trat er in die Deutschnationale Volkspartei ein, die er 1929 oder 1930 verließ, weil er dem radikalen Kurs des Parteiführers Alfred Hugenberg nicht folgen mochte. Er sympathisierte vielmehr mit Gottfried Treviranus. War Triepel während des Kaiserreichs als leidenschaftlicher Monarchist hervorgetreten, so wurde er während der Weimarer Republik auch als „Herzensmonarchist“ konstruktiver Begleiter der Weimarer Verfassung. Er beteiligte sich aktiv an Kommissionen und Verbänden und gehörte dem Staatsgerichtshof an. Während er sich dabei für die Stärkung des Rechtsstaats einsetzte, brachte er in seiner Rektoratsrede von 1927 eine demokratiekritische Haltung zum Ausdruck. Hier sprach er davon, dass ein nach liberalen Prinzipien geformtes Recht im unversöhnlichen Gegensatz zur massendemokratischen Wirklichkeit stehe. Er forderte die Umwandlung der egalitären Demokratie in eine Führeroligarchie mit organischem Staatsaufbau.
Die Machtübernahme der Nationalsozialisten begrüßte Triepel in einem Zeitungsartikel am 2. April 1933 als „Befreiung“ und beschrieb das Ermächtigungsgesetz als „legale Revolution“. In einem Geleitwort für das Archiv des öffentlichen Rechts bekannte sich Triepel außerdem dazu, „eine im Werden begriffene verfassungsrechtliche Neubildung verstehend und helfend, hier anfeuernd, dort warnend zu begleiten“. Gegenüber Versuchen zur Gleichschaltung des Deutschen Juristentages bevorzugte Triepel die dauerhafte Suspendierung. Er trat 1933 als Mitherausgeber der Deutsche Juristenzeitung und ein Jahr später auch als Herausgeber des Archivs für öffentliches Recht zurück. Die Missachtung des Rechtsstaates und seiner Institutionen sowie die Entrechtung enger Freunde machten Triepel, so zitiert Andreas von Arnauld zustimmend Gertrud Rapp, im NS-Staat zu einem Dissidenten, der freilich nie Widerstand leistete. Der NSDAP oder Institutionen des NS-Staats trat Triepel nicht bei.
Nach einer missglückten Augenoperation im Jahr 1945 fast völlig erblindet, lebte Triepel zuletzt in seinem Sommerhaus am Fuß der Zugspitze, wo er Ende 1946 starb.

## Leistungen
Eine der bedeutenden Lebensleistungen Triepels stellt die Gründung der Vereinigung der Deutschen Staatsrechtslehrer im Jahr 1921/22 dar. Grundgedanke war, unter den Bedingungen der Nachkriegszeit und der neuen Verfassungslage ein Forum gemeinsamer Beratung und gegenseitigen Austauschs zu schaffen. Die Vereinigung tagte bis 1932 jährlich an wechselnden Orten und griff dabei auch ausgesprochen aktuelle Themen auf, etwa die Frage nach dem Föderalismus unter der neuen Verfassung oder die Diktaturgewalt des Reichspräsidenten. Ab 1932 wurde die Vereinigung zunächst noch formal weitergeführt, 1938 wurde sie aufgelöst und erst 1949, vor allem auf Initiative von Walter Jellinek, neu gegründet. Triepel lehnte den Nationalsozialismus ab und widersetzte sich der Gleichschaltung der Staatsrechtslehrer-Vereinigung. Höhepunkt der akademischen Laufbahn Triepels war sein Rektoratsjahr 1926/1927. Häufig zitiert wurden die Worte, mit denen er den prunkvollen Rektormantel an seinen Nachfolger übergab: „Dieser Mantel ist schwer, und das ist gut, man kann ihn nicht so leicht nach dem Winde hängen.“
Triepel verfasste zahlreiche Werke zu Staats- und Völkerrecht, die prägende Auswirkungen auf das zeitgenössische und gegenwärtige Rechtsverständnis hatten. Er gilt als Begründer des dualistischen Lehre im Völkerrecht. Ab 1901 gab er die Quellensammlung zum Staats-, Verwaltungs- und Völkerrecht heraus.

## Werke (Auswahl)
Monographien
- Das Interregnum. 1892.
- Die neuesten Fortschritte auf dem Gebiete des Kriegsrechts. 1894.
- Völkerrecht und Landesrecht. 1899.
- Unitarismus und Föderalismus im Deutschen Reiche. 1907.
- Die Zukunft des Völkerrechts. Leipzig 1916.
- Die Reichsaufsicht. Berlin 1917.
- Die Freiheit der Meere und der künftige Friedensschluß. Bern 1917.
- Virtuelle Staatsangehörigkeit. Berlin 1921.
- Streitigkeiten zwischen Reich und Ländern. Berlin 1923.
- Völkerrecht. (ca. 1924).
- Les rapports entre le droit interne et le droit international. 1925.
- Der Föderalismus und die Revision der Weimarer Reichsverfassung (ca. 1925).
- Staatsrecht und Politik. Berlin 1926.
- Die Staatsverfassung und die politischen Parteien. Berlin 1928.
- Wesen und Entwicklung der Staatsgerichtsbarkeit. Berlin 1929.
- Die Staatsverfassung und die politischen Parteien. 1930.
- Internationale Wasserläufe. 1931.
- Die Hegemonie. Stuttgart 1938.
- Delegation und Mandat im öffentlichen Recht. Stuttgart 1942.
- Vom Stil des Rechts. Heidelberg 1947.

Herausgeberschaften
- Quellensammlung zum Deutschen Reichsstaatsrecht. 1922, 1926, 1931.
- Öffentlich-rechtliche Abhandlungen, 14 Bde. 1921–1933.
- Erg.-Bd. Verwaltungsrechtliche Abhandlungen. 1925.

Aufsatzsammlung
- Armin von Bogdandy, Reinhard Mehring (Hrsg.): Heinrich Triepel – Parteienstaat und Staatsgerichtshof. Gesammelte verfassungspolitische Schriften zur Weimarer Republik (= Beiträge zum ausländischen öffentlichen Recht und Völkerrecht. Band 300). Nomos Verlagsgesellschaft mbH & Co. KG, Baden-Baden 2021, ISBN 978-3-7489-2132-5, doi:10.5771/9783748921325 (nomos-elibrary.de).